# Полянский, Валерий Кузьмич
Вале́рий Кузьми́ч Поля́нский (род. 19 апреля 1949, Москва) — советский и российский дирижёр и музыкально-общественный деятель, профессор Московской консерватории, основатель, художественный руководитель и главный дирижёр Государственной академической симфонической капеллы России. Народный артист Российской Федерации (1996), лауреат Государственной премий Российской Федерации (1996).

## Биография
Родился в 1949 году в Москве. Окончил Музыкальное училище при Московской консерватории в 1967 году (класс Е. Зверевой), Московскую консерваторию (класс профессора Б. И. Куликова (хоровое дирижирование) и класс О. Димитриади (оперно-симфоническое дирижирование)). В аспирантуре был учеником Г. Н. Рождественского, который оказал большое влияние на его дальнейшую творческую деятельность.
Дебют Полянского в качестве дирижёра состоялся уже в 1971 году: будучи ещё студентом, он руководил студенческим камерным хором в Московской государственной консерватории. В 1971 году он стал дирижёром московского театра оперетты.
В 1975 году на международном конкурсе «Гвидо д`Ареццо» камерный хор Полянского стал победителем, получив золотую медаль в номинации «академическое пение» и «Золотой колокол» — символ лучшего хора конкурса; Полянский, как лучший дирижёр конкурса, получил специальный приз: «Это подлинный Караян хорового дирижирования, обладающий исключительно яркой и гибкой музыкальностью».
В 1977 году, не оставляя хора, Полянский стал дирижёром Большого театра СССР.
С 1992 года Валерий Полянский — художественный руководитель и главный дирижёр Государственной академической симфонической капеллы России.
Женат, имеет дочь Татьяну Полянскую (пианистка, концертмейстер) и сына от первого брака Александра Панова (руководитель Hosting Community).

## Творчество
Выпущенные ещё в советское время записи концертов Бортнянского и «Всенощной» Рахманинова принадлежат к числу важнейших интерпретаций русской хоровой музыки. В дискографии Полянского — все симфонии Рахманинова, все его оперы в концертном исполнении, все хоровые сочинения. Полянский — президент «Рахманиновского общества»; он также возглавляет международный конкурс пианистов имени Рахманинова.
Валерий Полянский в своей творческой практике сочетает технику хорового дирижирования с техникой дирижёра-симфониста, что позволяет ему успешно управлять разнообразными по составу и огромными по численности музыкальными коллективами. С 1992 года является главным дирижёром и художественный руководителем Государственной академической симфонической капеллы России, включающей в себя симфонический оркестр и хор, насчитывающей свыше 200 артистов.
Помимо сочинений современных авторов, Полянский исполняет и классический оркестровый и хоровой репертуар, а также возрождает забытые произведения композиторов прошлого, не исполнявшиеся до того в течение многих лет. Им осуществлена постановка оперы П. И. Чайковского «Евгений Онегин» в Гётеборгском музыкальном театре (Швеция), он являлся главным дирижёром фестиваля «Оперные вечера» в Гётеборге на протяжении нескольких лет, всего же с 2000 года им было исполнено 23 оперы.
27 июля 2011 года провел премьеру оперы Александра Чайковского «Сказание о граде Ельце» на открытой площадке в городе Ельце.
Последние сезоны Полянский проводит специальные абонементы, посвящённые Дж. Верди, на которых были представлены оперы «Луиза Миллер», «Трубадур», «Риголетто», «Сила судьбы», «Фальстаф». Валерий Полянский стремится представить оперу в исторически точной интерпретации, используя авторские редакции.
Дискография Полянского включает более 80 дисков и пластинок. Среди них хоровые, симфонические и вокально-симфонические произведения Гайдна, Бетховена, Брамса, Брукнера, Дворжака, Глазунова, Прокофьева, Рахманинова (в том числе «Всенощное бдение»), Регера, Скрябина, Танеева (все симфонии), Чайковского, Шнитке, Шостаковича и многих других композиторов.

## Коллективы, которыми руководил Полянский
- 1971—1991 Камерный хор Московской государственной консерватории. Впоследствии, Государственный камерный хор Министерства культуры СССР
- 1971—1977 Оркестр Московского театра оперетты
- 1977—1980 Оркестр Большого театра (дирижёр)
- С 1992 Государственная академическая симфоническая капелла России

Кроме того, Полянский в разные годы работал с оркестрами Белоруссии, Исландии, Финляндии, Голландии, Тайваня, Германии, Турции.

## Награды и звания
- Заслуженный деятель искусств РСФСР (2 марта 1989 года) — за заслуги в области советского музыкального искусства[1].
- Народный артист Российской Федерации (9 апреля 1996 года) — за большие заслуги в области искусства[2].
- Государственная премия Российской Федерации в области литературы и искусства 1995 года (в области музыкального и хореографического искусства, 27 мая 1996 года) — за создание и исполнение на юбилейном музыкальном фестивале «Альфред Шнитке фестиваль» (1994 год, г. Москва) Третьей и Четвертой симфоний, Концерта для альта с оркестром, Концерта № 2 для виолончели с оркестром, Кончерто гроссо № 5, трех духовных хоров («Богородице Дево радуйся», «Иисусе Христе», «Отче наш»), кантаты «История доктора Иоганна Фауста»[3]
- Премия Правительства Российской Федерации 2010 года в области культуры — за цикл концертных программ «Опера в концертном исполнении».
- Орден «За заслуги перед Отечеством» III степени (28 марта 2019 года) — за большой вклад в развитие отечественной культуры и искусства, средств массовой информации, многолетнюю творческую деятельность[4].
- Орден «За заслуги перед Отечеством» IV степени (3 октября 2007 года) — за большой вклад в развитие музыкального искусства и многолетнюю творческую деятельность[5].
- Орден Почёта (22 ноября 1999 года) — за заслуги перед государством, большой вклад в укрепление дружбы и сотрудничества между народами, многолетнюю плодотворную деятельность в области культуры и искусства[6].
- Почётная грамота Президента Российской Федерации (3 марта 2016 года) — за заслуги в развитии культуры, средств массовой информации и многолетнюю плодотворную деятельность[7].
- Благодарность Президента Российской Федерации (18 июня 2021 года) — за заслуги в развитии отечественной культуры и искусства, многолетнюю плодотворную деятельность[8].
- Благодарность Президента Российской Федерации (23 июля 2009 года) — за большие заслуги в развитии отечественного музыкального искусства и многолетнюю творческую деятельность[9].
- Орден Сергия Радонежского.
- Премия Союзного государства в области литературы и искусства (2018)[10].